# Palacio de Justicia del Condado de Johnson (Wyoming)
El Palacio de Justicia del Condado de Johnson en Búfalo, Wyoming (Estados Unidos). Fue construido en 1884. El edificio de estilo italiano está junto a la antigua biblioteca del condado de Johnson, que también figura en el Registro Nacional de Lugares Históricos .

## Construcción
El 19 de abril de 1881, el gobernador territorial de Wyoming, John Wesley Hoyt, nombró a dos residentes del condado de Johnson como los primeros comisionados del condado de Johnson. Organizaron la primera elección del condado el 27 de abril de 1881. El 27 de junio de 1881, los comisionados recién elegidos se reunieron y compraron el Lone Star Dance Hall y los establos para usarlos como oficinas para el condado.
Para noviembre de 1883, era evidente que el antiguo salón de baile no era un lugar seguro para los registros del condado y que la condición del edificio era tal que las reparaciones no serían prácticas. Los comisionados sintieron que el condado de Johnson necesitaba una nueva instalación para sus registros, salas de audiencias y prisioneros. Los comisionados solicitaron ofertas el 30 de abril de 1884 y revisaron las ofertas el 8 de junio de 1884. Se aceptó la oferta baja de $81,650 de Edward y James Curran y se les otorgó el contrato.

## Arquitectura
El palacio de justicia del condado de Johnson es un buen ejemplo del estilo arquitectónico italiano . Los vanos de las ventanas de arco peraltado con dovelas pronunciadas y las consolas sobre cornisas son características de este estilo. Los ladrillos para el palacio de justicia se hicieron con tierra arcillosa extraída de un lugar justo al sur del parque de la ciudad de Buffalo. Los hornos al pie de las montañas Big Horn proporcionaron la cal para el mortero.
La estructura ha cambiado poco desde que se construyó en 1884, excepto por la eliminación del campanario. El palacio de justicia tiene dos pisos de altura, está construido con ladrillo rojo y está situado por encima del nivel de la calle. Se pintó un borde de blanco debajo de los aleros, y un emblema del sol naciente ocupa el espacio en lo alto de la puerta principal que mira hacia el este. El camino de la puerta está empotrado.
En los primeros días, el calor lo proporcionaban estufas de leña y carbón. Se instaló un sistema de calefacción a vapor, y en ese momento se cementaron los ladrillos de los cimientos y se retiró una chimenea en el lado norte. En un momento, un pasillo conducía a una puerta en el lado sur. Sin embargo, se necesitaba una bóveda para el almacenamiento, por lo que se cerró la puerta y se construyó la bóveda donde había estado el pasillo. La sala del tribunal fue remodelada después de la Segunda Guerra Mundial. La remodelación más reciente en 1973-1974 incluyó un mostrador cerrado en el pasillo del piso principal. La cárcel ha sido trasladada a una estructura separada. Las largas escaleras gemelas, una en cada extremo de la sala principal, no se han modificado. Estas escaleras curvas de madera con sus largueros ornamentales están en excelentes condiciones. También hay paneles de madera en el pasillo principal que es distintivo.